# یه حسی دارم
«یه حسی دارم» (به انگلیسی: I Gotta Feeling) تک‌آهنگی از بلک آید پیز است که در ۲۱ مه ۲۰۰۹ منتشر شد.
این تک‌آهنگ در چارت‌های ایتالیا، والونیا، ایرلند، استرالیا، دانمارک، سوئد، فلاندرز، نیوزلند، اتریش، در رتبه اول و در چارت‌های فرانسه، نروژ، آلمان، اسپانیا، فنلاند، جزو ده ترانه اول قرار گرفت.